# Virloup
Virloup est une ancienne commune de l'Aube, réunie le 27 pluviôse An III (soit le 27 février 1795 du calendrier grégorien) avec Les Bordes, puis en 1796 à l'Isle-Aumont[réf. nécessaire].

## Histoire
Virloup possédait une chapelle qui relevait de la paroisse d'Isle.
La seigneurie relevait d'Aumont et semble avoir les mêmes seigneurs que Laval. Il y avait à Virloup, une maison enclose et vergers près la chapelle, peut-être une demeure seigneuriale en 1683.
La commune, également connu sous le nom de Villeloup comptait, en 1290, vingt feux, en 1787 douze feux ou 46 habitants.
En 1789, la commune était de l'intendance et de la généralité de Châlons, de l'élection et du bailliage de Troyes. 
Il y avait une école en 1789 qui est cité dans les Cahiers de doléances. La transformation de la paroisse en commune est réalisée en 1793. Virloup fait alors partie intégrante du canton d'Isle-Aumont. La commune est ensuite absorbée par celle des Bordes-Aumont en 1795.

## Toponymie
Le toponyme de Virloup apparaît sous plusieurs formes au sein de documents datés du Moyen Âge tardif et de l'époque moderne — Villa Lupi, en 1219, « cartulaire de Champagne » ; Vireloup et Virloux, en 1553, « état sommaire du bailliage de Troyes » —. 

## Pour approfondir